# Morte ao fascismo, liberdade ao povo!

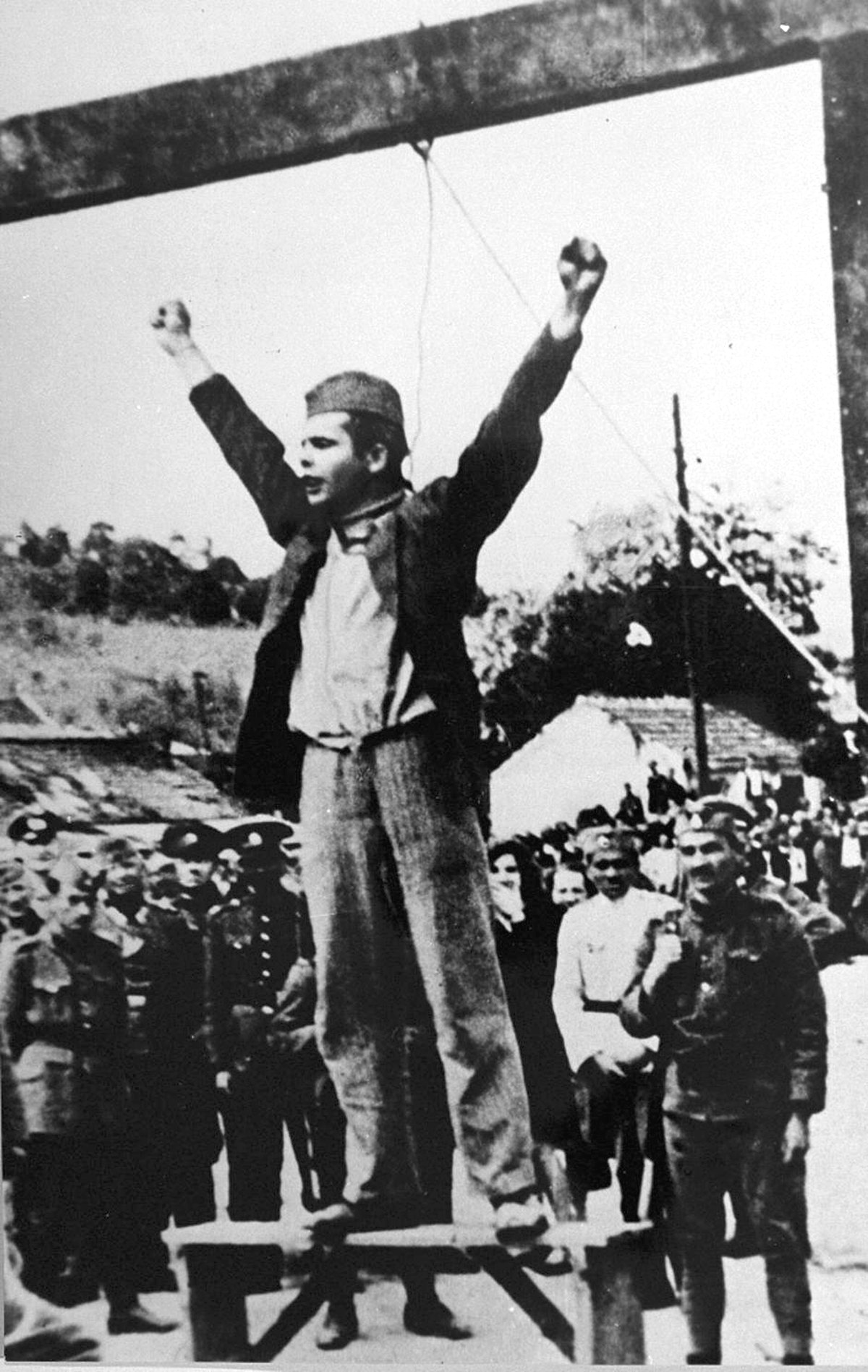
O combatente partisan iugoslavo Stjepan Filipović gritando "Morte ao fascismo, liberdade ao povo!" segundos antes de sua execução por uma unidade colaboracionista da Guarda Estatal Sérvia em Valjevo, então ocupada pela Alemanha

"Morte ao fascismo, liberdade ao povo!" (em servo-croata: Smrt fašizmu, sloboda narodu! Смрт фашизму, слобода народу!; esloveno: Smrt fašizmu, svoboda narodu!; macedônio: Смрт на фашизмот, слобода на народот!; albanês: Vdekje fashizmit, liri popullit!) foi um lema usado pelos guerrilheiros partisans iugoslavos que lutaram contra os fascistas alemães e italianos durante a Segunda Guerra Mundial. Foi posteriormente aceito como slogan oficial de todo o movimento de resistência, que foi frequentemente citado na Iugoslávia socialista do pós-guerra.

## História

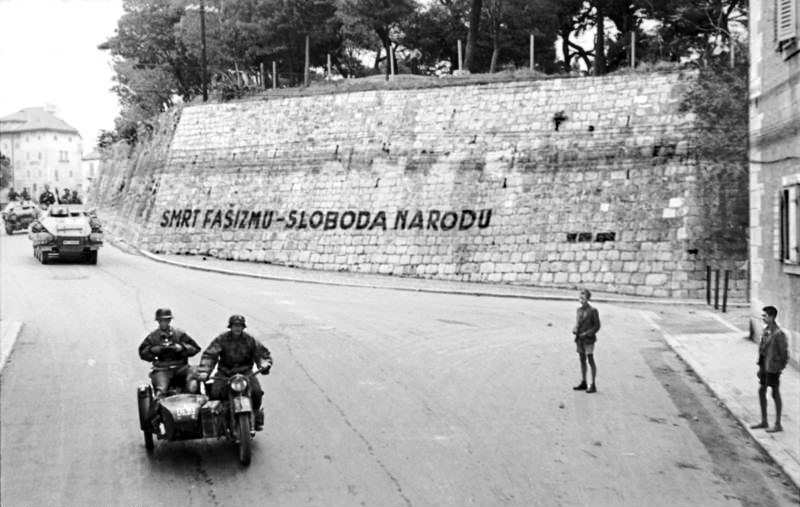
"Morte ao fascismo, liberdade ao povo!" — palavras retratadas em uma parede na Split ocupada, 1943. É visto veículos alemães em primeiro plano e ao fundo

A primeira ocorrência documental data de agosto de 1941, em um editorial do jornal croata Vjesnik, publicado entre os partisans, com uma declaração semelhante ("Smrt fašizmu, sloboda narodu"). 
No entanto, o slogan tornou-se popular após a execução de Stjepan Filipović, um partisan iugoslavo. Pouco antes da execução, em 22 de maio de 1942, um fotógrafo sérvio conseguiu capturar o momento em que Stjepan Filipović, erguendo os punhos para o alto, proferiu suas últimas invectivas contra os nazistas, Utashas e Chetniks, os denunciava como assassinos e, finalmente, pronunciou as palavras "Morte ao fascismo, liberdade ao povo!". Foram suas palavras que se tornaram o símbolo da resistência antifascista iugoslava. Mais tarde, frases semelhantes foram usadas pelos guerrilheiros búlgaros que lutaram contra os alemães.

## Uso do lema
A reunificação dos movimentos antifascistas clandestinos na Iugoslávia foi simbolizada precisamente pela adoção comum, tanto em contextos formais como informais, da saudação inspirada no famoso grito. Era frequentemente abreviada como "SFSN!" (ou, na versão cirílica, СФСН) quando escrita. Quando falada, por via de regra, era feita uma saudação: a primeira pessoa erguia o punho cerrado e pronunciava "Morte ao fascismo!" (Smrt fašizmu!), a segunda repetia o gesto e respondia "Liberdade ao povo!" (Sloboda narodu!). 